# Bassin du Ruisseau du Ru au Moulin
Bassin du Ruisseau du Ru au Moulin este o arie protejată (arie specială de conservare — SAC, sit de importanță comunitară — SCI, arie de protecție specială avifaunistică — SPA) din Belgia întinsă pe o suprafață de 510,75 ha, integral pe uscat.

## Localizare
Centrul sitului Bassin du Ruisseau du Ru au Moulin este situat la coordonatele 49°54′10″N 4°56′09″E / 49.902697°N 4.93593°E.

## Înființare
Situl Bassin du Ruisseau du Ru au Moulin a fost declarat arie de protecție specială avifaunistică în iulie 2015 pentru a proteja 11 specii de animale. Alte tipuri de protecție:
- sit de importanță comunitară (în octombrie 2002)
- arie specială de conservare (în iulie 2015)[1][3][4]

## Biodiversitate
Situată în ecoregiunea continentală, aria protejată conține 9 habitate naturale: Cursuri de apă de la nivel de câmpie la nivel montan, cu vegetație Ranunculion fluitantis și Callitricho-Batrachion, Pajiști umede nord-atlantice cu Erica tetralix, Liziere de ierburi înalte hidrofile de câmpie și de nivel montan până la alpin, Pante stâncoase silicioase cu vegetație casmofită, Păduri de fag Luzulo-Fagetum, Păduri de fag Asperulo-Fagetum, Păduri de stejar sau de stejar și carpen sub-atlantice și medio-europene de Carpinion betuli, Păduri pe pante, grohotișuri și ravene de Tilio-Acerion, Păduri aluvionare cu Alnus glutinosa și Fraxinus excelsior (Alno-Padion, Alnion incanae, Salicion albae).
La baza desemnării sitului se află mai multe specii protejate:
- păsări (6): pescăruș albastru (Alcedo atthis), cocoșul de mesteacăn (Bonasa bonasia), barză neagră (Ciconia nigra), ciocănitoarea de stejar (Dendrocopos medius), ciocănitoare neagră (Dryocopus martius), ciocănitoare verzuie (Picus canus)
- mamifere (2): liliac cărămiziu (Myotis emarginatus), liliacul mare cu potcoavă (Rhinolophus ferrumequinum)
- nevertebrate (1): fluturele-tigru (Callimorpha quadripunctaria)
- pești (2): zglăvoacă (Cottus gobio), cicar (Lampetra planeri)

Pe lângă speciile protejate, pe teritoriul sitului au mai fost identificate 2 specii de plante, 2 specii de amfibieni, 7 specii de mamifere, 1 specie de nevertebrate.